# Alfons Mucha

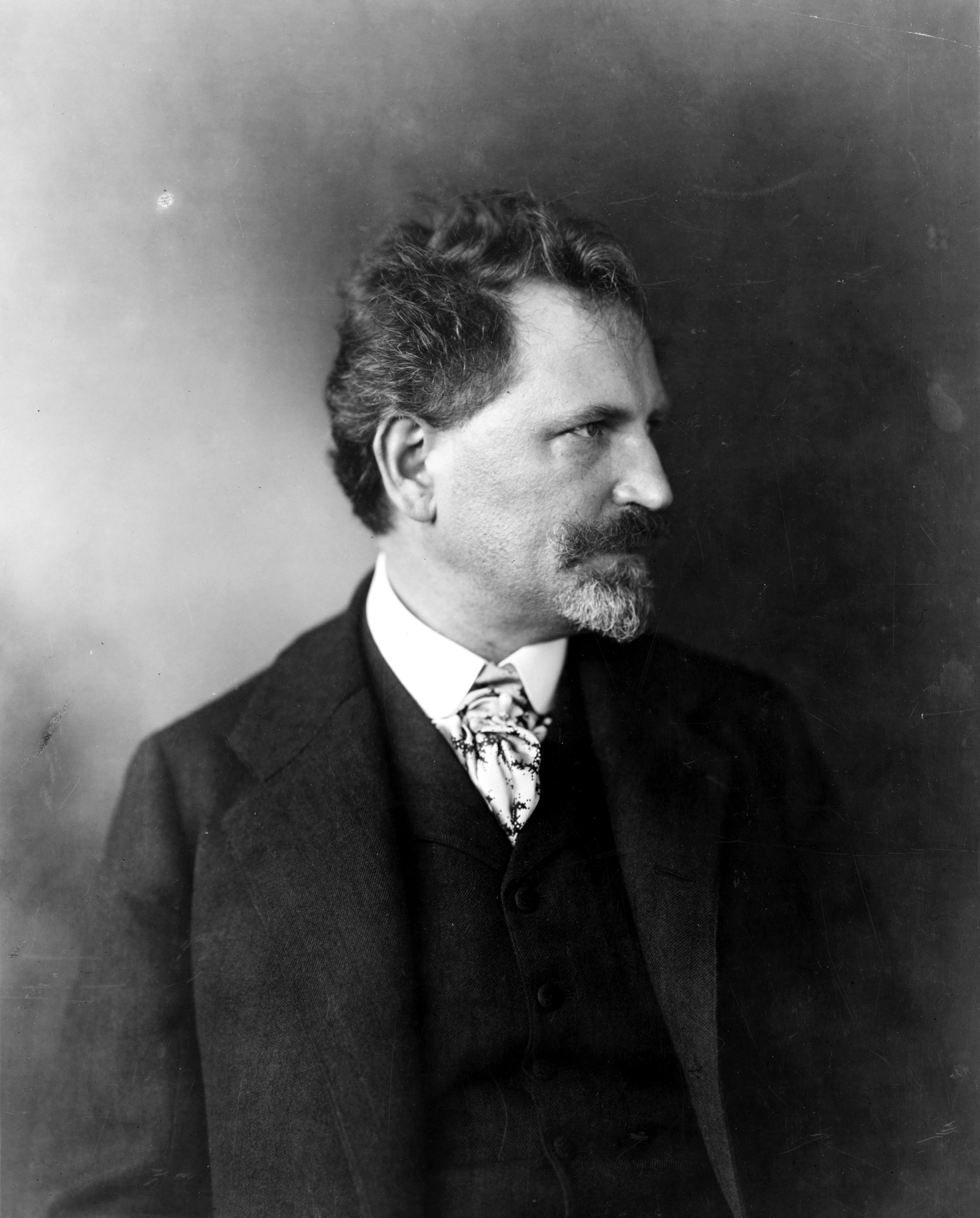
Alfons Mucha (1906)

Alfons Maria Mucha ([ˈalfons ˈmuxa]; Ausspracheⓘ; * 24. Juli 1860 in Eibenschütz, Mähren, Kaisertum Österreich; † 14. Juli 1939 in Prag) war ein tschechischer Maler, Plakatkünstler, Grafiker, Illustrator, Amateurfotograf und Kunstgewerbler, der als einer der herausragenden Repräsentanten des Jugendstils gilt.

## Leben und Werk

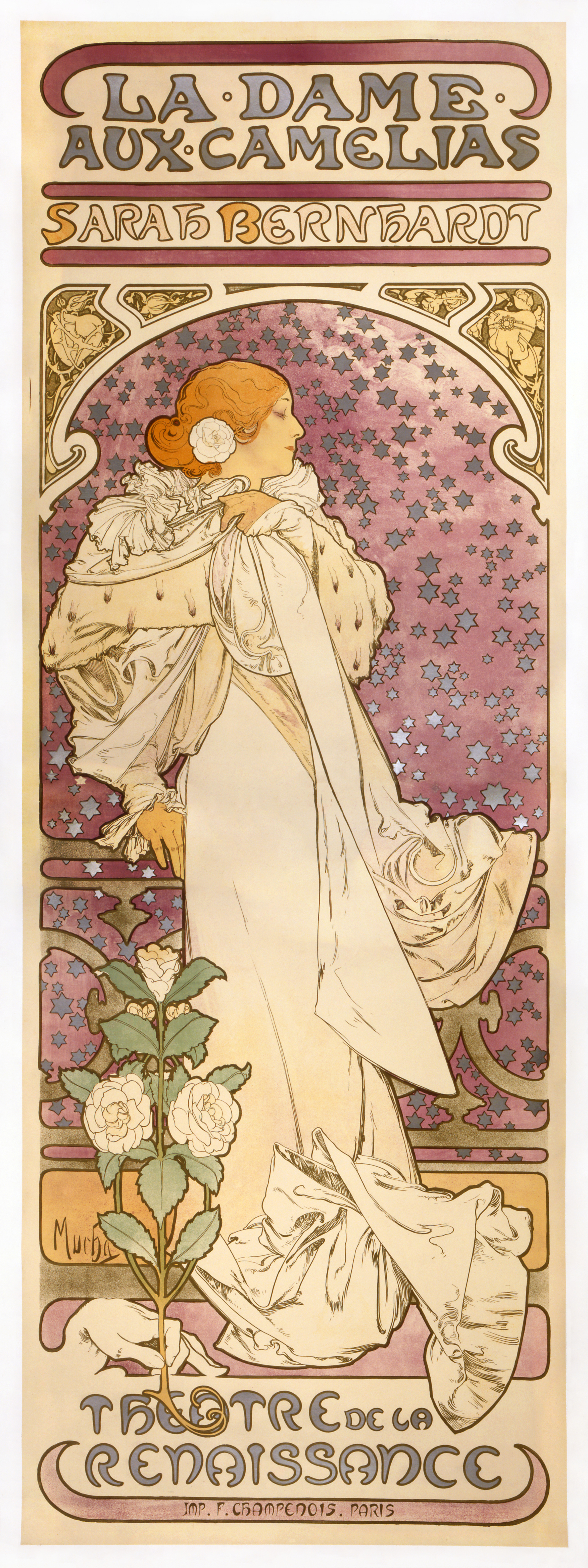
La Dame aux camélias, 1896

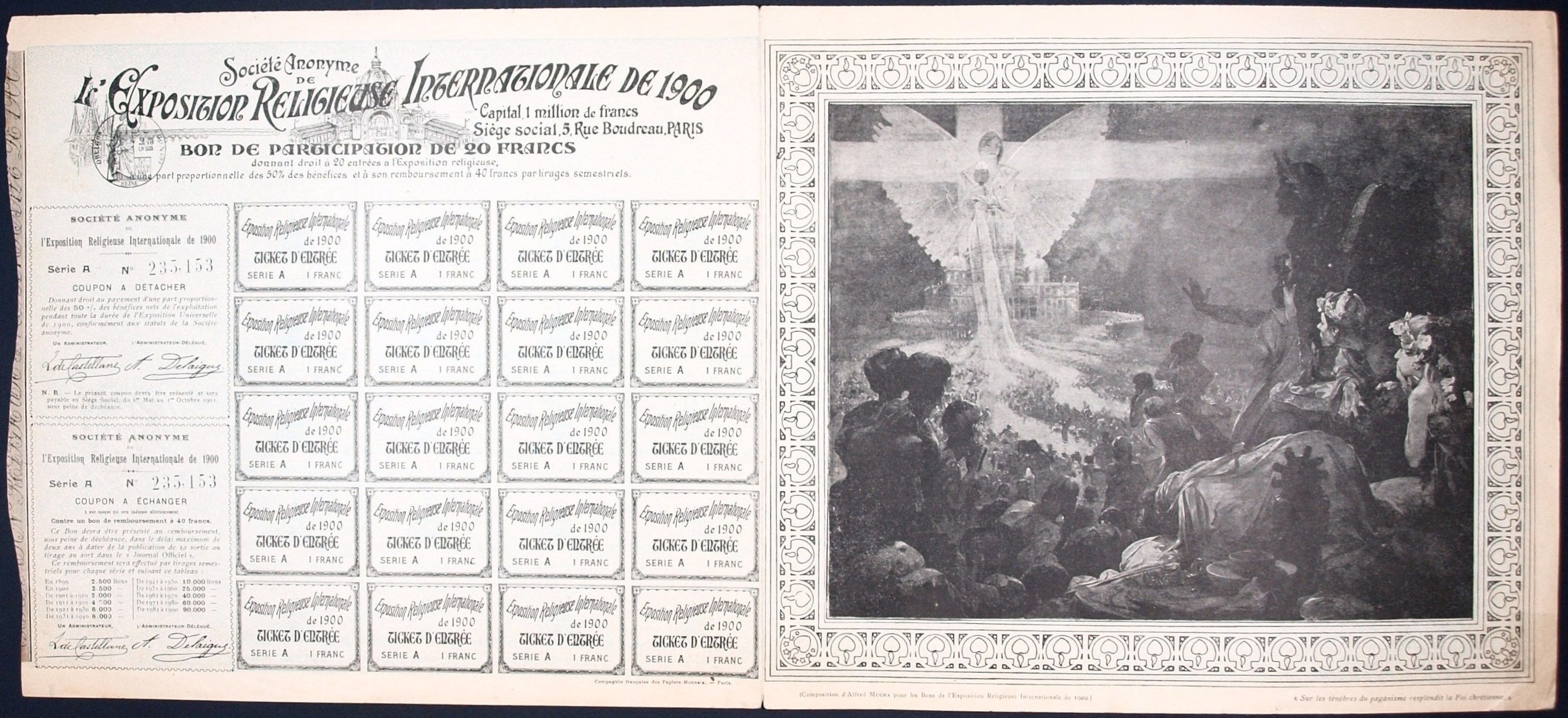
Anteilschein der „S.A. de l’Exposition Religieuse Internationale de 1900“ von 1898, Grafik von Alfons Mucha

Mucha begann seine künstlerische Laufbahn als Autodidakt. Nach seiner Schulausbildung und nachdem er einige Zeit als Bürokaufmann gearbeitet hatte, wurde er im Atelier Kautsky-Brioschi-Burghart in Wien angestellt, wo er mit Bühnenmalereien, vor allem für das Ringtheater, betraut wurde. Nach dem verheerenden Brand des Ringtheaters 1881 wurde er als jüngster Mitarbeiter zuerst entlassen und hielt sich eine Weile mit Zeichnungen und Porträts über Wasser.
1882 wurde Mucha beauftragt, das Innere des neobarocken Schlösschens Emin zámek (Emmahof) bei Hrušovany nad Jevišovkou (deutsch: Grusbach) in Mähren auszustatten, das für Graf Eduard Khuen von Belasy entstand. Weitere Malereien führte er im Stammschloss Gandegg der Familie Khuen-Belasy bei Eppan in Südtirol aus. Er studierte, unterstützt durch die Familie Khuen-Belasi, von 1885 bis 1887 an der Akademie der Bildenden Künste in München.
Anlässlich der Weltausstellung von 1889 zog Mucha von München nach Paris, zu dieser Zeit das Mekka der Künste. Dort nahm er Unterricht bei verschiedenen Lehrern, wobei er in bescheidenen Verhältnissen lebte, sich mit kleinen Aufträgen für Buchillustrationen aber über Wasser halten konnte. Er hatte für kurze Zeit ein gemeinsames Studio mit Paul Gauguin. Als er bei der Weltausstellung die Slawen unter osmanischer Herrschaft in Bosnien entdeckte, begann sein Interesse an der Kultur der Slawen, das ihn später zu seinem unkommerziellen Hauptwerk, dem Slawischen Epos, inspirierte.
Zum Durchbruch verhalf ihm eine Gelegenheitsarbeit für Sarah Bernhardt, die bekannteste westliche Schauspielerin der Jahrhundertwende. Kurz vor Weihnachten 1894 suchte sie nach einem Künstler, der ein Veranstaltungsplakat für das Theaterstück „Gismonda“ entwerfen könnte, da ihre üblichen Auftragnehmer ausgefallen waren. Mucha erfuhr dies zufällig beim Besuch einer Druckerei und bot sich an. Er bekam den Auftrag, und so hingen zwei Wochen später überall in Paris seine Plakate, die ihn weltbekannt machen sollten. Sie waren so begehrt, dass fast alle frei gezeigten von Kunstfreunden gestohlen wurden. So wurde Mucha zu einem der begehrtesten Plakatkünstler der Belle Époque. In seiner Heimat war er zu diesem Zeitpunkt noch weitgehend unbekannt:

„In den Geschäftsräumen der Kunsthandlung Artaria & Co. am Kohlmarkt ist in den letzten Tagen eine sehenswerthe Ausstellung eröffnet worden. Sie besteht aus Zeichnungen und Entwürfen eines jungen österreichischen Künstlers, der seltsamerweise bei uns gar nicht bekannt ist, während er in Paris eine der ersten Violinen spielt und zu den Berühmtheiten des Tages zählt. Alfons Mucha, dies der Name des in Mähren geborenen, von Sarah Bernhardt entdeckten und in Paris ans Licht gebrachten jungen Künstlers, hat mit einem Placatentwurf für die genannte Künstlerin die Aufmerksamkeit der Pariser Kunstwelt auf sich gelenkt, und im Handumdrehen war er ein berühmter Mann und mit Aufträgen überhäuft. Mucha ist ein Zeichner von ungewöhnlicher Grazie und Liebenswürdigkeit und wahrhaft seltenem künstlerischen Feingefühl. Aus allen seinen Handzeichnungen und colorirten Entwürfen offenbart sich neben der großen Begabung auch ein sehr ernstes und gewissenhaftes Studium. Es ist ein wahrer Genuß, sich in diese Entwürfe und Studien zu vertiefen. Da sind köstliche Placatzeichnungen, entzückende Märchenillustrationen, Vorlagen für Glasmalereien, Vignetten für Bonbonssäckchen eines Zuckerbäckers, Kalender, Menus u. s. w. Man sieht, Wien wäre kaum Weltstadt genug, einem solchen Künstler ein hinreichendes Arbeitsfeld zu bieten. Dazu ist der Sinn für wahrhaft künstlerische Placate und Emballagen bei uns doch noch zu wenig entwickelt. Und doch wäre es der Mühe werth, ein solches Talent an Wien zu fesseln. Als Lehrer an der Kunstschule unseres Museums könnte Mucha sehr ersprießlich wirken.“

1896 entwarf Mucha für Sarah Bernhardt als Kameliendame ein Plakat, das vielfach als einer der frühen Höhepunkte der Jugendstil-Plakatkunst betrachtet wird. In dieser Zeit erstellte Mucha auch Entwürfe für Aktien- und Obligationsdokumente, so für das Kaufhaus „Paris-France“, das 1898 in Paris gegründet wurde und bereits 1914 über mehr als 70 Filialen in ganz Frankreich verfügte. In der Zeit von 1898 bis 1946 wurden von dieser Gesellschaft 13 verschiedene Aktien und 16 verschiedene Obligationen im Mucha-Design herausgegeben. Von der „Société des Immeubles de France“ existieren zwei Obligationen aus den Jahren 1891 und 1896; ein Dokument gibt es von der „Société Anonyme de l’Exposition Réligieuse Internationale de 1900“ (Finanzierung einer religiösen Weltausstellung). Auch Versicherungspolicen der „Slavia“ (Gegenseitige Versicherungsbank in Prag) tragen eindrucksvoll Muchas unverwechselbare künstlerische Handschrift. Historische Wertpapiere dieser Gesellschaften zählen heute unter Sammlern zu den dekorativsten und gesuchtesten Arbeiten. 1898 gab Mucha auch Zeichenkurse an der Académie Colarossi und an der Académie Carmen.
1897 entstand in wenigen Monaten Muchas wohl bedeutendstes Illustrationswerk und damit eines der wichtigsten Werke der Art-Nouveau-Buchillustration, die 134 Farblithographien zu Ilsée, Princesse de Tripoli, einer französischen Märchenerzählung von Robert de Flers im Verlag Piazza. 1901 erschienen auch eine deutsche und eine tschechische Fassung.
Mucha war auch als Amateurfotograf tätig und nutzte seine Fotografien als Vorlagen für seine Grafiken.

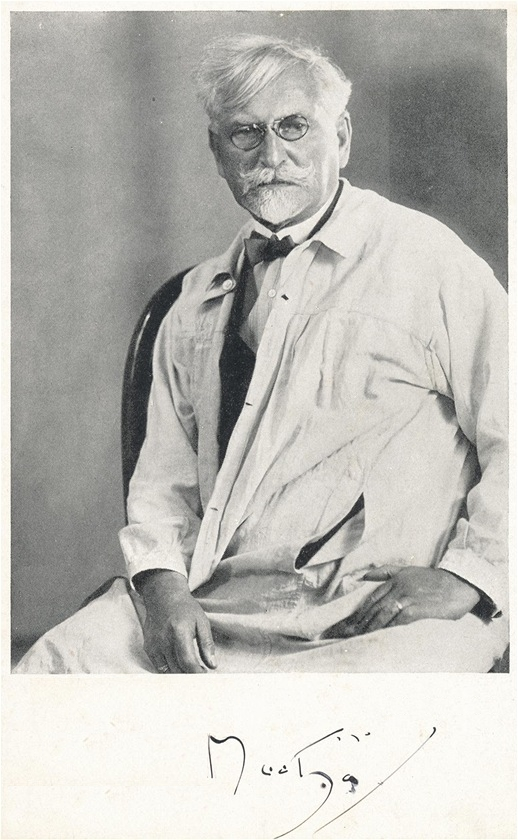
Alfons Mucha (1928)

1901 wurde Mucha Ritter und 1934 Offizier der französischen Ehrenlegion. Mucha war Mitglied im Bund der Freimaurer und gilt nach dem Historiker Jaroslav Šebek (* 1970) als ein Wiederbegründer der tschechischen Freimaurerei. Ein Jahr darauf reiste er mit dem französischen Bildhauer Auguste Rodin nach Mähren. 1904 ging Mucha für zwei Jahre in die USA, willkommen geheißen und gefeiert mit einer mehrseitigen Sonderbeilage der New York Times, und lehrte dort als Dozent an den Akademien für bildende Künste in New York, Philadelphia und Chicago. Im Jahre 1907 wurde Mucha von Moritz Baumfeld, dem neuen Direktor des Deutschen Theaters in New York, als Bühnenbildner engagiert.
1906 heiratete er in Prag Marie Chytilová, die er in Paris kennengelernt hatte.
Nach dem Ersten Weltkrieg schwand sein Erfolg. Mucha ging zurück in die Tschechoslowakei, wo er weiter künstlerisch tätig war. So entwarf er z. B. Briefmarken (darunter die erste Briefmarke von 1918 mit einem Hradschin-Motiv), Banknoten und Orden für den jungen tschechoslowakischen Staat.
In seiner Spätphase löste Mucha sich schließlich vom Jugendstil und schuf von 1911 bis 1928 ein monumentales Epos über die Geschichte der slawischen Völker, das Slawische Epos, einen aus 20 riesigen Gemälden bestehenden Zyklus, den er nach Fertigstellung der Stadt Prag schenkte. Finanziell unabhängig, lebte er mit seiner Frau und seinen beiden Kindern auf einem Schloss nördlich von Prag.
Mucha war einer der Ersten, die nach dem Einmarsch der deutschen Truppen 1939 interniert wurden. Er starb kurz darauf an den Folgen einer Lungenentzündung. Sein Sohn Jiří Mucha war tschechischer Kosmopolit, Schriftsteller, Publizist und Drehbuchautor.

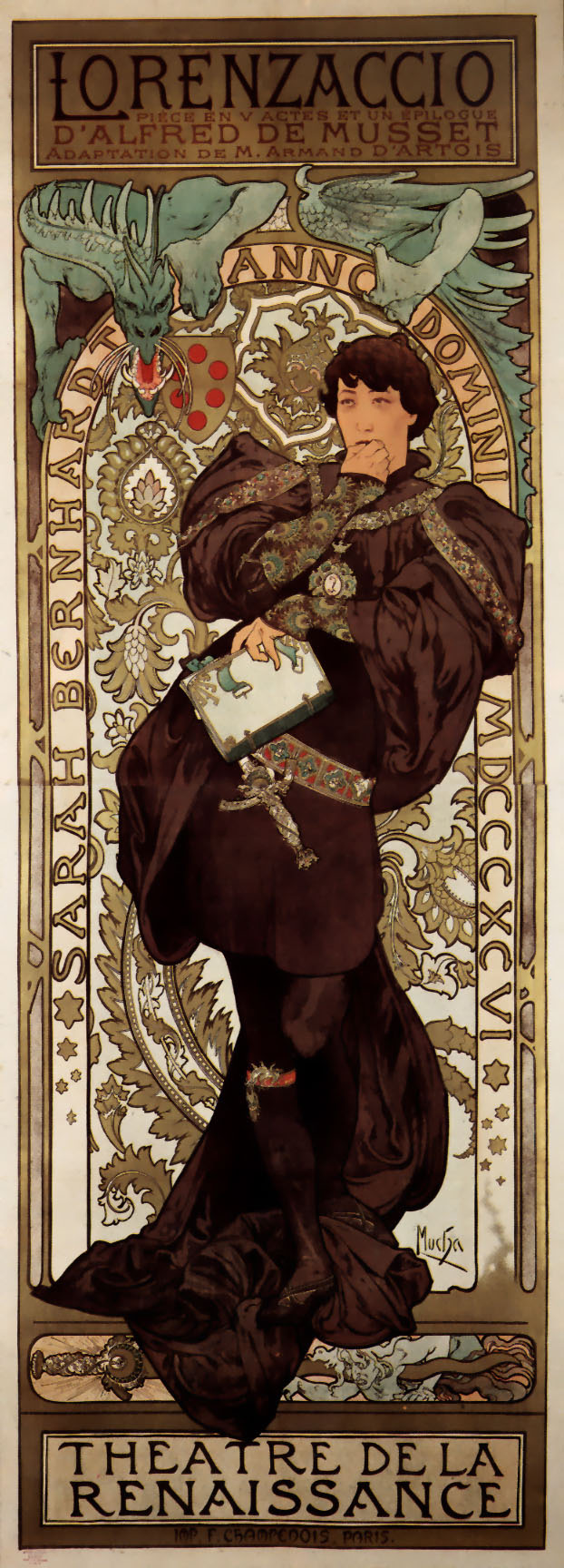
Lorenzaccio, 1896
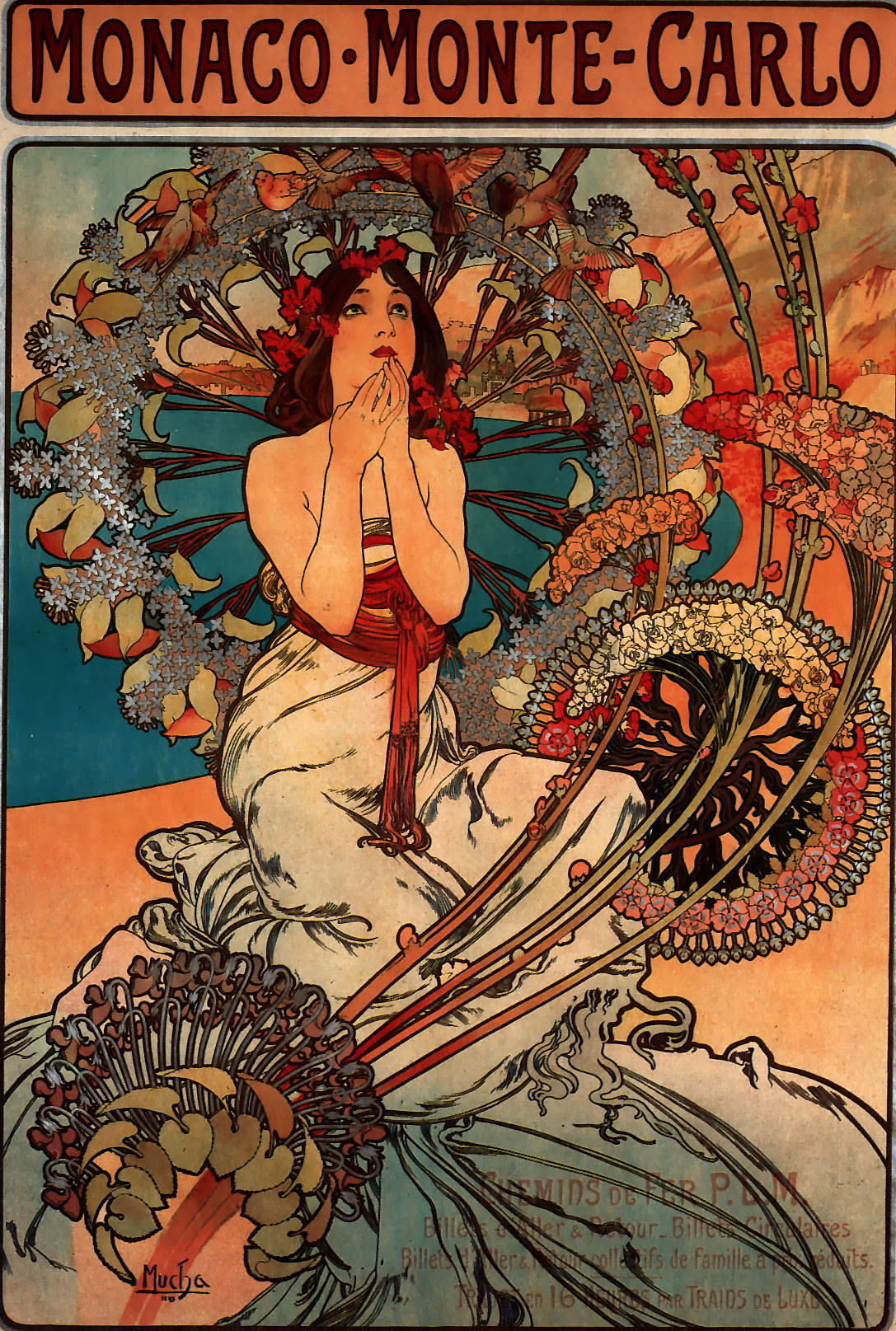
Monaco Monte Carlo, 1897
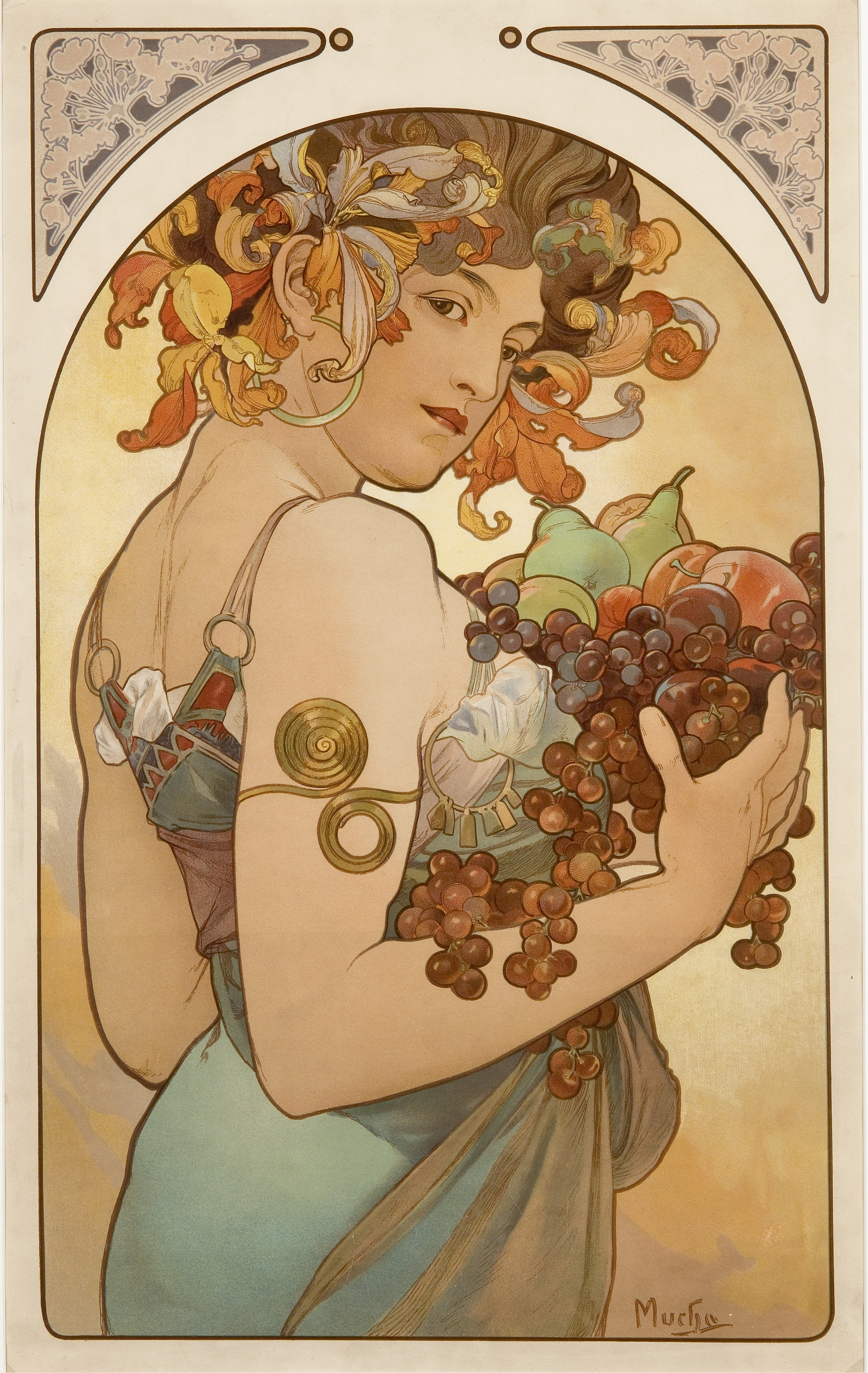
Früchte, 1897
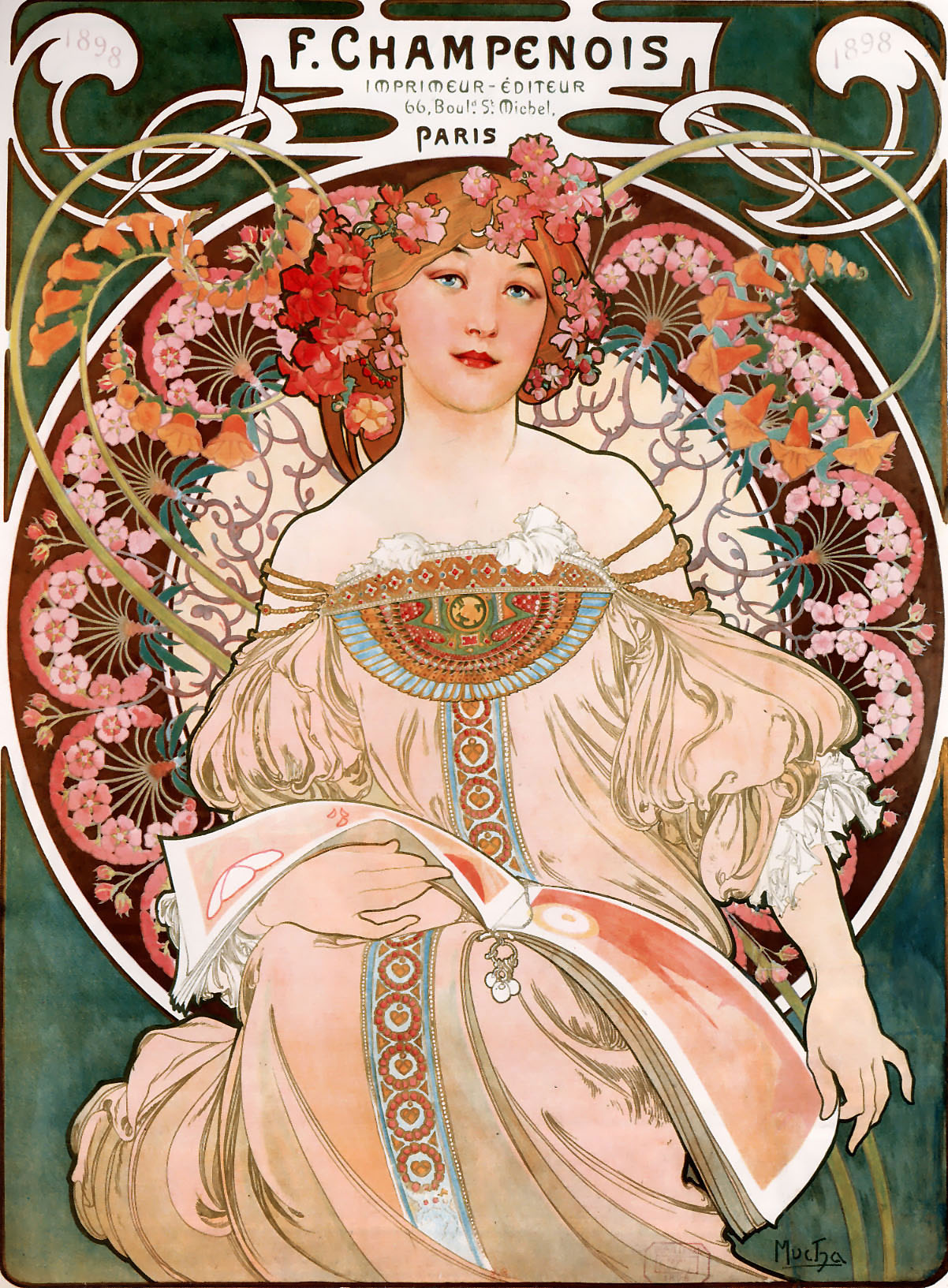
F. Champenois Imprimeur-Éditeur, 1897
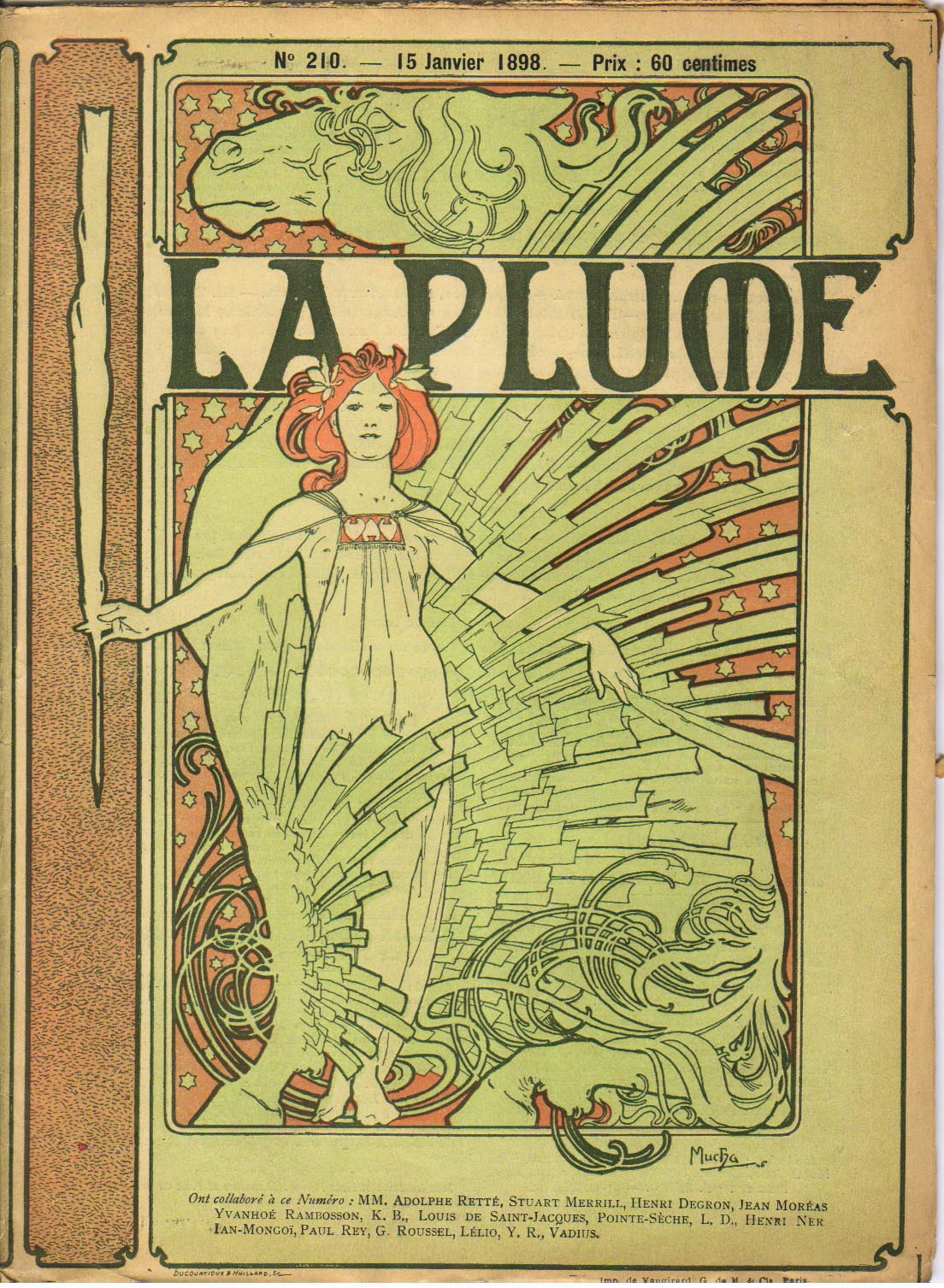
La Plume, 1898
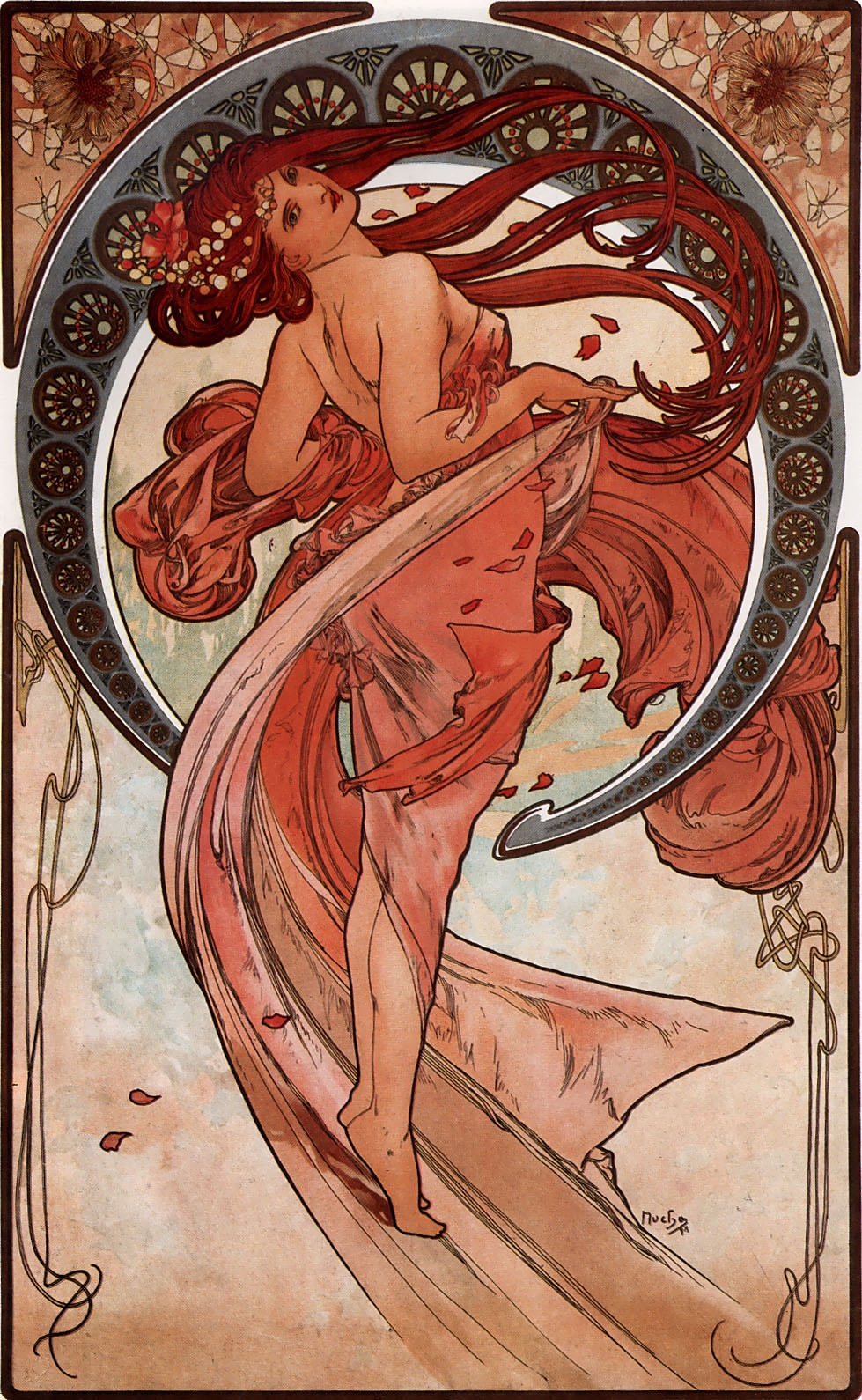
Tanz, 1898
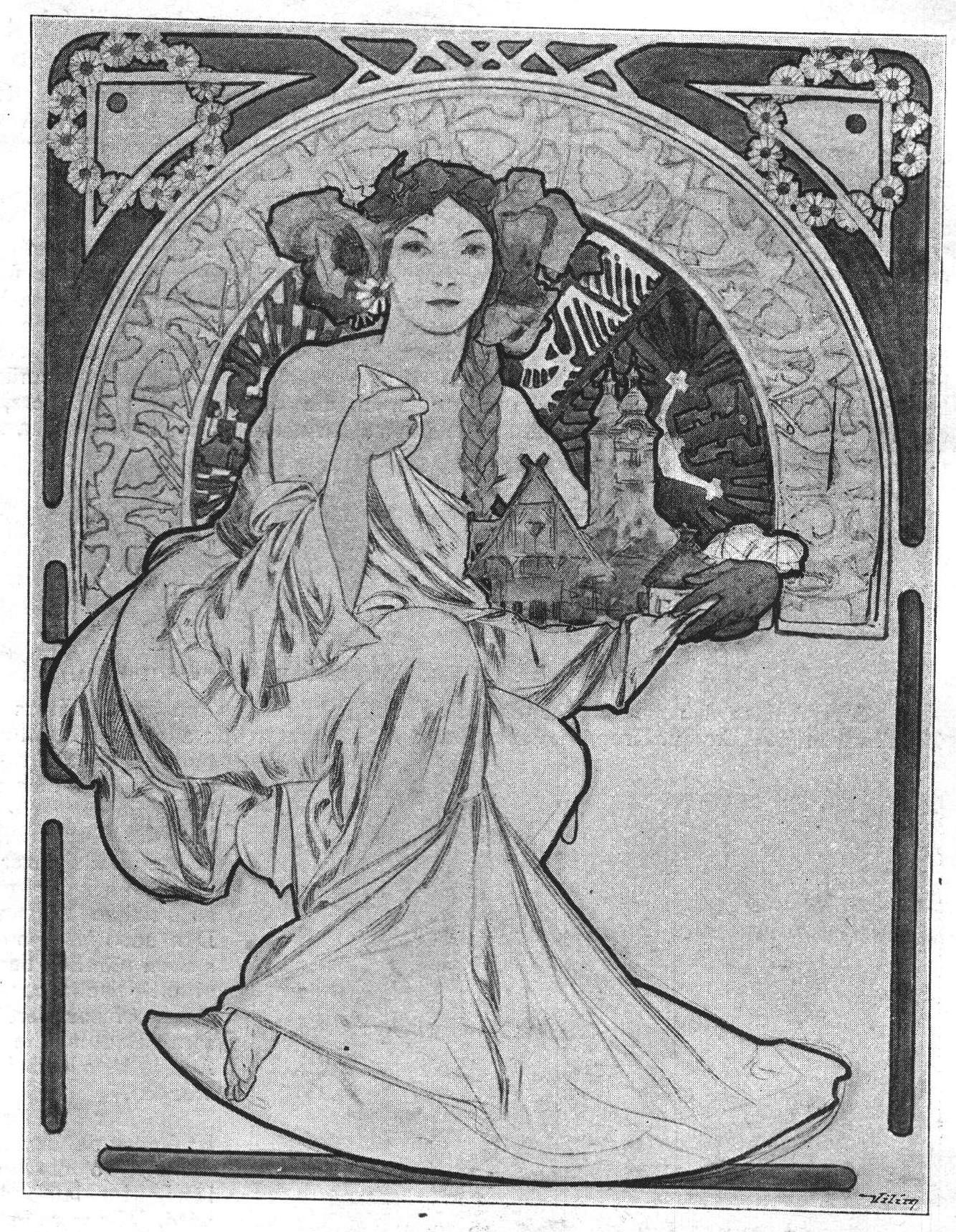
Entwurf für das Plakat der Ausstellung des Ingenieur- und Architekten-Vereines in Prag 1898 (II. Preis)
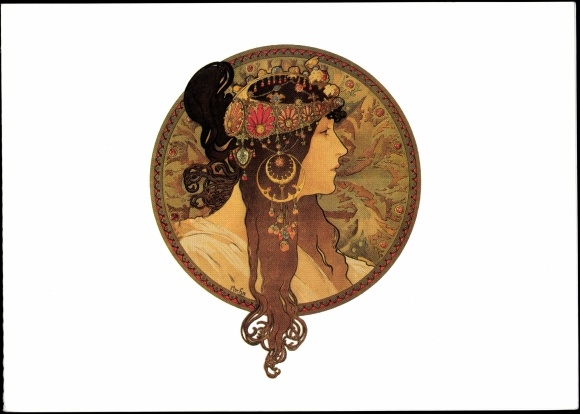
Ansichtskarte von Alfons M. Mucha – Byzantine Head, 1900
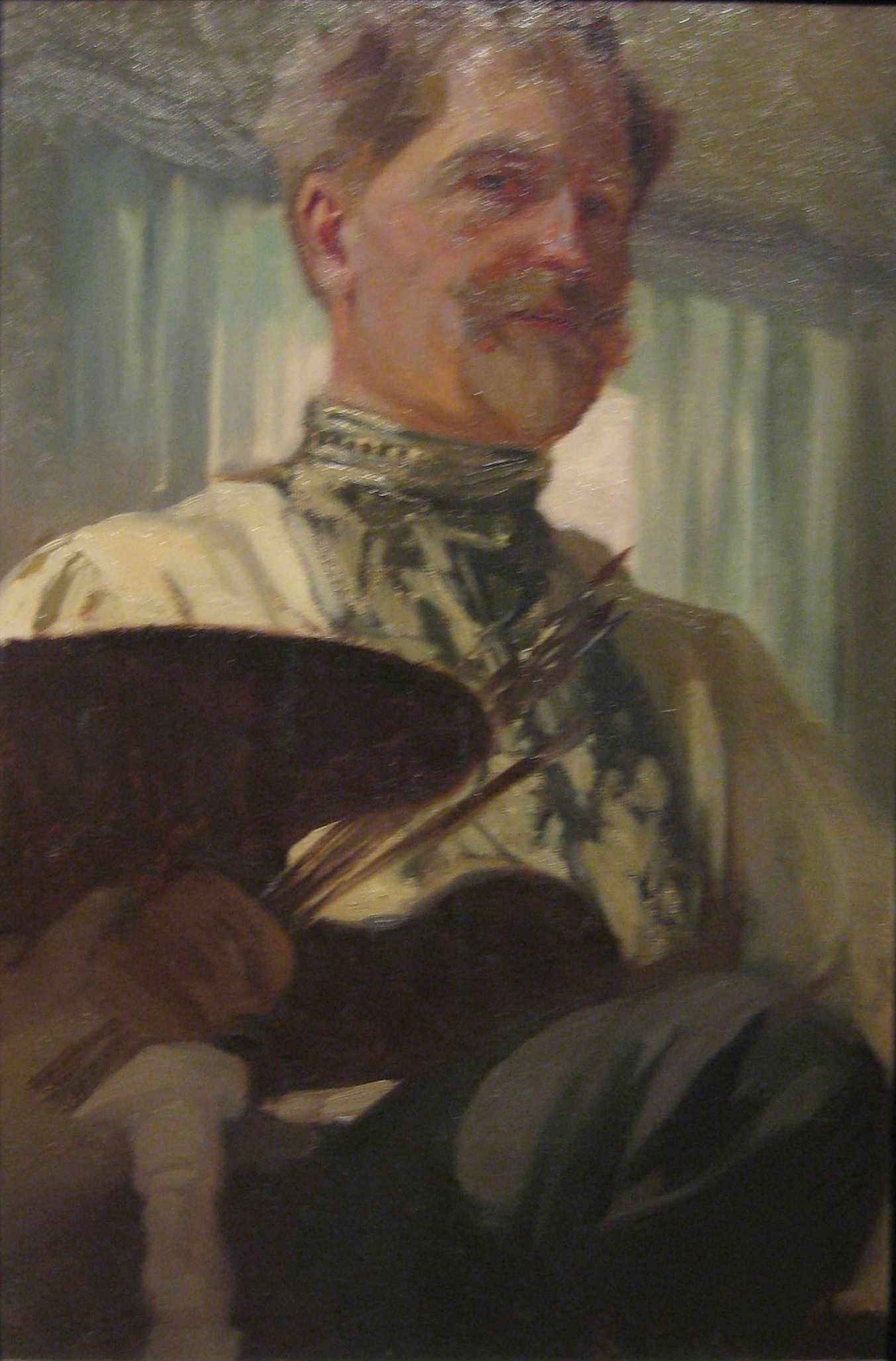
Selbstporträt, um 1907
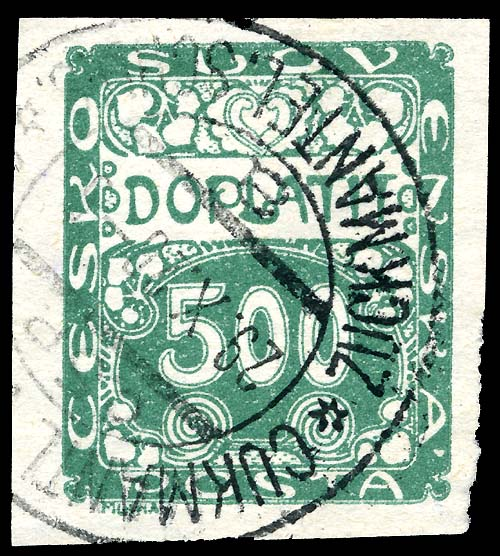
Briefmarke von 1918

### Ausstellungen
Das Mucha-Museum Prag ist dem Leben und Werk des weltbekannten Repräsentanten des Jugendstils gewidmet. Es befindet sich im Barockbau des „Kaunický palác“ (Kaunitz-Palais) im historischen Kern Prags.
Muchas Hauptwerk Das Slawische Epos war bis Ende 2018 in Brünn ausgestellt. Davor war es bis 2012 im Schloss Moravský Krumlov (deutsch Mährisch Kromau) in der Nähe seines Geburtsortes Ivančice zu besichtigen.

### Eponyme
Der am 3. Januar 1989 entdeckte Asteroid (5122) Mucha wurde im Mai 1999 nach ihm benannt.

## Porträts
- Medaille von Heinrich Kautsch. Drei Ausführungen: 41 mm, 80 mm und 99 mm.
- Medaille ohne Jahr von Milan Knobloch. 60 mm.
- Medaille von Daniel Octobre. 78 mm.